# Salvatore Harrington
Salvatore Harrington (levnadsår okända) född på Sicilien, död i London, var en italiensk musiker (oboist), periodvis verksam i Sverige, Norge och England.
Knappast något är känt om Harringtons liv innan han 1782/1783 tillsammans med ett antal andra utländska "virtuoser" kallades till medlem av Kungliga Hovkapellet; detta som ett led i Johann Gottlieb Naumanns arbete med att reorganisera denna ensemble. I orkestern efterträdde Harrington Johann Friedrich Grenser som försteoboist. Eventuellt kan Harrington dessförinnan, liksom Naumann, ha varit verksam i Dresden. Under sin tid i hovkapellet invaldes Harrington den 15 maj 1785 som utländsk ledamot nummer 11 av  Kungliga Musikaliska Akademien. Han var också medlem av Utile Dulci.
Enligt Fredrik August Dahlgren skall en annan av hovkapellets oboister, Johann Gottlieb Mayer, ha varit elev till Harrington.
Sedan Harringtons svenska kontrakt löpt ut 1786 vet man att han 1788 framträdde som solist i Kristiania där han marknadsfördes som "den berømte Virtuos Sr. Harrington". Därefter skall han ha etablerat sig i England.